# Liste der Fundorte von Pfahlbauten
Die  Liste der Fundorte von Pfahlbauten führt wichtige Fundorte von Pfahlbauten und Feuchtbodensiedlungen auf.

## Abgrenzung von Pfahlbausiedlungen zu Feuchtbodensiedlungen
Ein Teil der prähistorischen Pfahlbauten stand auf feuchtem Grund am Ufer von Seen und wird daher Feuchtbodensiedlung genannt. Sie waren durch einen späteren Seespiegelanstieg unter die Wasserlinie geraten und zunächst irrtümlich für echte Pfahlbauten (im Wasser stehend) gehalten worden. Mit fortschreitender Ausgrabungstätigkeit an den zirkumalpinen Seen wurden aber immer mehr echte Pfahlbauten, die nur saisonal bei Niederwasserständen trocken fielen, gefunden. Pfahlbausiedlungen und Pfahlbauten sind nach den neuesten Untersuchungen wieder als Begriffe akzeptiert. Damit ist der langandauernde „Pfahlbaustreit“ um die Lage dieser Siedlungen beendet.

## Liste

### Deutschland
- Bodensee:
  - Überlinger See: Sipplingen (Neolithikum und Bronzezeit), Bodman-Schachen (Bronzezeit), Ludwigshafen (Neolithikum und Bronzezeit), Unteruhldingen (Neolithikum und Bronzezeit)
  - Konstanzer Trichter: Konstanz,[2] Konstanz-Hinterhausen (Neolithikum)[3]
  - Untersee: Hornstaad-Hörnle (Neolithikum); Wangen (Neolithikum)
  - Stockacher Aach
- Federsee: Riedschachen (Aichbühler und Schussenrieder Kultur), Aichbühl (Aichbühler Kultur), Taubried (Schussenrieder Kultur), Henauhof (Aichbühler Kultur), Dullenried (Horgener Kultur), Wasserburg Buchau (Urnenfelderkultur), Siedlung Forschner (Mittelbronzezeit)
- Egelsee bei Ruhestetten (Neolithikum und Bronzezeit)
- Roseninsel im Starnberger See
- Bad Waldsee, Ortsteil Reute: Moorsiedlung Reute-Schorrenried (Pfyner Kultur, Altheimer Gruppe)
- Pfahlbau von Gägelow (Neolithikum)[4]
- Pestenacker, Ortsteil von Weil (Oberbayern): Prähistorische Siedlung Pestenacker (Altheimer Gruppe)

### Österreich
- Attersee, das neolithische und bronzezeitliche Pfahlbauzentrum Österreichs:[5]
  - Abtsdorf 1 + 2 + 3 (Neolithikum, Mondseekultur; Bronzezeit)
  - Aufham 1 + 2 (Neolithikum, Mondseekultur)
  - Attersee am Attersee
  - Buchberg
  - Fischer im Moos
  - Gerlham/Seewalchen (Bronzezeit), die einzige bisher bekannte Pfahlbaustation in einem österreichischen Moor
  - Kammer 1 + 2
  - Litzlberg
  - Litzlberg Nord 1 + 2
  - Litzlberg Süd
  - Miesling 1 + 2 (Neolithikum, Mondseekultur)
  - Nussdorf
  - Seewalchen 1 + 2 + 3 (Neolithikum, Bronzezeit)
  - Weyregg  1 + 2
- Keutschacher See: Feuchtbodensiedlung Keutschacher See
- Mondsee:[5]
  - Mooswinkel (Neolithikum, Mondseekultur)
  - Scharfling (Neolithikum, Mondseekultur)
  - See (Neolithikum, Mondseekultur)
- Traunsee: Traunkirchen (Bronzezeit), weitere zwei Stationen sind umstritten

### Schweiz

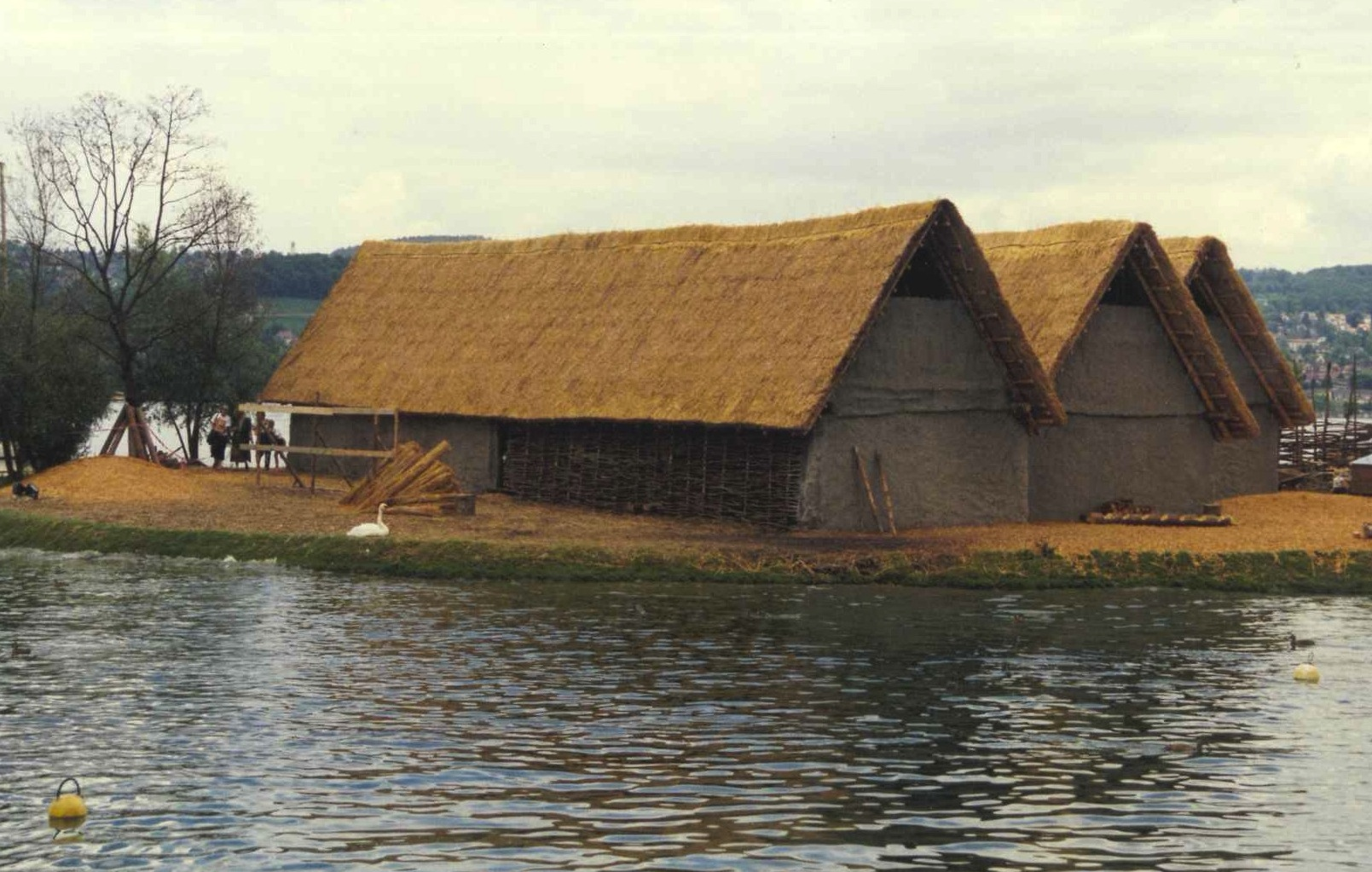
Nachbau von Häusern aus der Bronzezeit an der Ausstellung «Pfahlbauland» auf der Landiwiese in Zürich 1989/90

- Bielersee: Twann (Neolithikum), Lattrigen Riedstation (Neolithikum), Sutz-Lattrigen (Neolithikum), Mörigen, Lüscherz
- Bodensee: Arbon-Bleiche (Neolithikum)
- Burgäschisee: Burgäschi
- Genfersee: Morges
- Greifensee: Greifensee-Böschen und Storen Wildsberg (Bronzezeit)
- Inkwilersee: Inkwil
- Murtensee: Muntelier (Neolithikum)
- Neuenburgersee: Auvernier, Concise, Corcelettes, Cortaillod, Hauterive-Champréveyres, La Tène (Eisenzeit), St. Blaise
- Nussbaumersee: Uerschhausen-Horn (Neolithikum und Bronzezeit)
- Pfäffikersee: Robenhausen
- Thunersee: Thun
- Zugersee: Zug-Sumpf (Urnenfelderzeit)
- Zürichsee:
  - Erlenbach: Winkel
  - Feldmeilen-Vorderfeld
  - Freienbach-Hurden: Hurden Rosshorn und Hurden Seefeld
  - Horgen-Scheller (Horgener Kultur)
  - Meilen: Rorenhaab (Neolithikum),  Meilen-Schellen (Bronzezeit)
  - Rapperswil-Jona: Technikum
  - Wädenswil: Wädenswil Vorder Au
  - Zürich: Alpenquai, Bauschänzli, Grosser Hafner, Kleiner Hafner, Mozartstrasse u. a

Heute nicht an einem See gelegen
- Gachnang: Siedlung Niederwil
- Pfyn (Pfyner Kultur)
- Wauwilermoos bei Wauwil, Egolzwil und Schötz: Pfahlbausiedlungen Wauwilermoos (Egolzwiler Kultur)

### Frankreich
- Lac de Chalain
- Lac de Clairvaux

### Italien
- Gardasee:
  - Bande di Cavriana
  - Barche di Solferino
  - Bor di Pacengo
  - Castellaro Lagusello
  - Cisano
  - Garda
  - La Quercia
  - Lavagnone
  - Lucone
  - Peschiera del Garda
  - Polada
  - Pfahlbausiedlung von Porto di Pacengo
  - Salò
- Pfahlbauten am Ledrosee (Endneolithikum bis Bronzezeit)
- Pfahlbauten von Fiavé (Spätneolithikum bis zur Jungbronzezeit)
- Lago di Varese

### Slowenien
- Ljubljansko Barje in Slowenien

### Griechenland
- Messolongi-Lagune (Pylades genannt)

### England

Typisches Haus in Must Farm (England)

- Bronzezeitsiedlung Must Farm nahe Peterborough in der Grafschaft Cambridgeshire
- Siedlung nahe Eastbourne in Somerset 800–600 v. Chr.
- Feuchtbodensiedlung Flag Fen in Sussex 1400–900 v. Chr.

### Irland und Schottland
- In Irland und Schottland einschließlich der Orkney ist der Crannóg eine häufige Entsprechung der zirkumalpinen Pfahlbauten.

### Schweden
- Auf Gotland findet man im flachen Wasser des Tingstädeträsk die Pfähle des wikingerzeitlichen Bulverket (Pfahlwerk), eines Quadrates mit 175 m Seitenlänge mit einer großen mittigen Freifläche.

### Spanien
- La Draga, Banyoles